# Симбозеро
Симбозеро (также Сымбозеро, Сембозеро, Сымпъявр, Сымъявр) — пресноводное озеро ледникового происхождения в Мурманской области России, находится на территории муниципального округа Оленегорск.
Расположено в 14 км к востоку от северной части Большой Имандры, в 112 километрах к юго-востоку от Мурманска. Находится на территории Симбозерского заказника у северного края горного массива Хибины на высоте 180,4 метра над уровнем моря. Форма озера вытянутая, максимальное расстояние между крайними точками — около 8,4 км, у расширения в центральной части ширина достигает 2,3 км. Площадь озера — 15 км². 
Река Симба протекает через озеро, впадая на юго-востоке и вытекая на северо-западе. Также впадает несколько ручьёв и река Кошкуай. Имеется несколько некрупных островов у западного и южного берега.
Берега умеренно изрезаны, холмистые, сложенные в основном твердыми кристаллическими породами, заболоченные в юго-западной части, покрыты елово-сосновым лесом. На берегу озера со 2-й половины 1930-х годов до 1-й половины 1940-х годов располагался одноимённый рыбацкий посёлок.
В озере обитает редкий вид пресноводного моллюска, занесенный в Красную книгу Мурманской области — жемчужница европейская, а также хариус и кумжа.